# 소포 (우편)

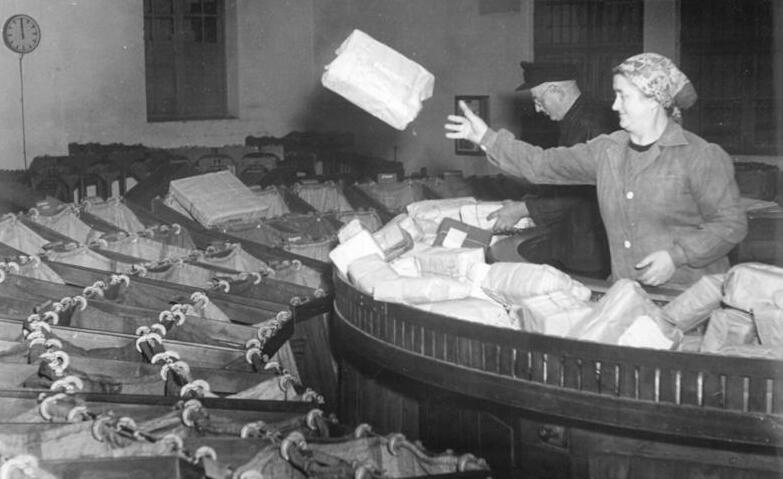
소포를 정리하고 있다. (1953년 베를린)

소포(小包)는 물건을 포장하여 보내는 우편이다. 우편물의 부피와 무게 및 행선지에 따라 요금의 차이가 매우 크다. 또한 포장하여 보내는 데 물건의 종류에 따라 제한이 있다.

## 같이 보기
- 국제연합 만국우편연합